# 身柄
| ウィキペディアには「身柄」という見出しの百科事典記事はありません（タイトルに「身柄」を含むページの一覧/「身柄」で始まるページの一覧）。 代わりにウィクショナリーのページ「身柄」が役に立つかもしれません。 |